# 서브마리노
서브마리노(Submarino)는 스웨덴에서 제작된 토마스 빈터베르그 감독의 2010년 드라마 영화이다. 야곱 세데르그렌 등이 주연으로 출연하였고 모르텐 카우프만 등이 제작에 참여하였다.

## 출연

### 주연
- 야곱 세데르그렌
- 다 살림

### 조연
- 패트리시아 슈만
- 구스타프 피셔 카에룰프
- 피터 플로그보르그
- 헬렌 레인가르드 뉴먼
- 핀 베르흐
- 케이트 쿌비에
- 모튼 로즈
- 세바스찬 불 사르닝
- 매즈 브로 앤더센
- 헨릭 스트루베

## 제작진
- 원작자: 조나스 T. 벵츠손
- 미술: 토벤 스티그 닐슨
- 의상: 마르그레세 래스무슨